# Empusa longicollis
Empusa longicollis — богомол родини емпузові, поширений у країнах східного Середземномор'я.

## Опис
За зовнішньою будовою  дуже схожа на емпузу смугасту. На відміну від останньої має значно довші передньоспинку та виріст на голові.

## Ареал
Відомий з південно-східної Туреччини та Палестини.